# Prairie du Rocher
Prairie du Rocher es una villa ubicada en el condado de Randolph en el estado estadounidense de Illinois. En el Censo de 2010 tenía una población de 604 habitantes y una densidad poblacional de 408,42 personas por km².

## Geografía
Prairie du Rocher se encuentra ubicada en las coordenadas 38°4′54″N 90°5′51″O / 38.08167, -90.09750. Según la Oficina del Censo de los Estados Unidos, Prairie du Rocher tiene una superficie total de 1.48 km², de la cual 1.48 km² corresponden a tierra firme y 0 km² (0 %) es agua.

## Demografía
Según el censo de 2010, había 604 personas residiendo en Prairie du Rocher. La densidad de población era de 408,42 hab./km². De los 604 habitantes, Prairie du Rocher estaba compuesto por el 98.84 % blancos, el 0.17 % eran afroamericanos, el 0.17 % eran amerindios, el 0 % eran asiáticos, el 0 % eran isleños del Pacífico, el 0.17 % eran de otras razas y el 0.66 % pertenecían a dos o más razas. Del total de la población el 0.66 % eran hispanos o latinos de cualquier raza.